# Елизавета Бранденбург-Ансбахская
Елизавета Бранденбург-Ансбахская (нем. Elisabeth von Brandenburg-Ansbach; 25 марта 1494, Ансбах, Франконский имперский округ — 31 мая 1518, Пфорцхайм, Карлсруэ) — принцесса княжества Ансбах, в замужестве маркграфиня Баденская.

## Биография
Дочь маркграфа Бранденбург-Ансбаха Фридриха I (1460—1536) и польской принцессы Софии Ягелонки (1464—1512), дочери короля Казимира IV. Елизавета приходилась внучкой бранденбургскому курфюрсту Альбрехту III.
В 1508 году Елизавета гостила в Нюртингене, где в неё влюбился герцог Ульрих Вюртембергский, который отказался жениться на своей невесте Сабине Баварской. В январе 1509 года он появился в Мюнхене и подтвердил легитимность брачного договора с Елизаветой, но не спешил с его исполнением.
29 сентября 1510 года Елизавету выдали замуж за маркграфа Эрнста Баден-Дурлахского (1482—1553). Благодаря родственным связям с могущественным отцом своей супруги Эрнст Баден-Дурлахский отнял бразды правления у отца Кристофа I и разделил маркграфство со своими братьями Филиппом и Бернхардом.
Елизавета похоронена в коллегиальной церкви (нем. Stiftskirche) Штутгарта. Овдовевший супруг Елизаветы позже вступил в морганатический брак.

## Дети
1. Альбрехт (июль 1511 — 12 декабря 1542) участвовал в австро-турецкой войне 1541 года в Венгрии, скончался по пути домой в Вассербург-ам-Инне.
2. Анна (1512—1579) вышла замуж 11 февраля 1537 года за графа Карла I Гогенцоллерна (1516 — 8 марта 1576).
3. Амалия (февраль 1513—1594) вышла замуж в 1561 году за графа Фридриха II фон Лёвенштайна (22 августа 1528 — 5 июня 1569).
4. Мария Якобея (октябрь 1514—1592) вышла замуж в феврале 1577 года за графа Вольфганга II фон Барби (11 декабря 1531 — 23 марта 1615).
5. Мария Клеофа (октябрь 1515 — 28 апреля 1580) вышла замуж в 1548 году за для графа Вильгельма фон Зулца (ум. ок. 1566)
6. Елизавета (20 мая 1516 — 9 мая 1568) в первом браке (1533) за графом Габриэлем фон Саламанка-Ортенбургом (ум. в декабре 1539), во втором (30 июля 1543) за графом Конрадом фон Кастелем (10 июля 1519 — 8 июля 1577).
7. Бернхард (февраль 1517 — 20 января 1553) — маркграф Баден-Дурлаха.